# Goin' West
Goin' West è un album di Grant Green, pubblicato dalla Blue Note Records nel 1969. Il disco fu registrato il 30 novembre 1962 al Van Gelder Studio di Englewood Cliffs, New Jersey (Stati Uniti).

## Tracce
Lato A
1. On Top of Old Smokey – 6:45 (Pubblico dominio)
2. I Can't Stop Loving You – 3:25 (Don Gibson)
3. Wagon Wheels – 6:20 (Billy Hill, Peter De Rose)

Lato B
1. Red River Valley – 6:00 (Pubblico dominio)
2. Tumbling Tumbleweeds – 11:00 (Bob Nolan)

## Musicisti
- Grant Green - chitarra
- Herbie Hancock - pianoforte
- Reggie Workman - contrabbasso
- Billy Higgins - batteria